# Noriyasu Agematsu
Noriyasu Agematsu (上松 範康, Agematsu Noriyasu, nascido em 1º de março de 1978 em Nagano) é um compositor, arranjador e produtor musical japonês, assim como membro fundador do grupo musical Elements Garden.
Ele compôs e arranjou faixas dos singles "Massive Wonders" e "Eternal Blaze" de Nana Mizuki, "Brave Phoenix" no single "Super Generation" e a faixa "Tears' Night" no álbum Alive & Kicking, compôs a faixa "Shin'ai" e a música para "UNCHAIN∞WORLD" no single "Silent Bible". Ele compôs e arranjou a música para a faixa "Heart-shaped chant" do single "Secret Ambition" e a faixa "Justice to Believe". Ele compôs a música para a faixa "Mugen" e as faixas "Trickster" e "DISCOTHEQUE" do single "Trickster". Junto com seus companheiros do Elements Garden, ele é o compositor e arranjador da franquia BanG Dream!, incluindo a supervisão da produção musical de seu anime.
Em 2006, compôs a faixa "Burning Soul" para o single "Eternal Love 2006", de Hironobu Kageyama. Já em 2010, voltou a trabalhar com Kageyama compondo a faixa-título do single "EVER LAST".

## Trabalhos

### Anime
| Ano  | Título                                  | Nota(s)                                                                 | Ref(s) |
| ---- | --------------------------------------- | ----------------------------------------------------------------------- | ------ |
| 2004 | Girls Bravo                             |                                                                         |        |
| 2005 | Moeyo Ken                               |                                                                         |        |
| 2008 | Rosario + Vampire                       | Arranjador; compositor e arranjador de temas de abertura e encerramento | [ 6 ]  |
| 2008 | Ga-Rei -Zero-                           |                                                                         |        |
| 2009 | Kiddy Girl-and                          |                                                                         |        |
| 2010 | Blessing of the Campanella              |                                                                         |        |
| 2011 | Série Uta no Prince-sama                | O rascunho original, o planejamento e o produtor musical                |        |
| 2012 | Série Symphogear                        | Produtor musical original e criador da série                            | [ 7 ]  |
| 2012 | Bodacious Space Pirates                 |                                                                         |        |
| 2015 | The Idolmaster Cinderella Girls         |                                                                         |        |
| 2017 | BanG Dream!                             |                                                                         |        |
| 2018 | Aquela vez que reencarnei como um Slime |                                                                         |        |
| 2021 | Visual Prison                           |                                                                         | [ 8 ]  |
| 2022 | Technoroid Overmind                     |                                                                         | [ 9 ]  |

### Jogos de vídeo game
| Ano  | Título                                            | Ref(s) |
| ---- | ------------------------------------------------- | ------ |
| 1996 | Série Wild Arms                                   |        |
| 2008 | Série White Knight Chronicles                     |        |
| 2010 | Série Chaos Rings                                 |        |
| 2010 | Super Robot Wars OG Saga: Endless Frontier Exceed | [ 10 ] |
| 2011 | Danball Senki                                     | [ 11 ] |
| 2015 | Final Fantasy Brave Exvius                        |        |
| 2016 | Grand Summoners                                   |        |
| 2019 | War of the Visions: Final Fantasy Brave Exvius    | [ 12 ] |
| 2022 | The Idolmaster Million Live!                      | [ 13 ] |